# Flick of the Switch
Flick of the Switch es el noveno álbum de estudio de la banda de hard rock australiana AC/DC, grabado en Bahamas, poco después del tour europeo de principios de 1983. El álbum lo produjeron ellos mismos y llegó al n.º 4 en el Reino Unido y n.º 15 en Estados Unidos.
Después de tener algunos problemas con el guitarrista Malcolm Young debido al alcohol, el baterista Phil Rudd fue despedido en mitad de la grabación ya que no soportaba la muerte de Bon Scott, (exvocalista de este mismo grupo) y se metió en las drogas, aunque ya había terminado de grabar su parte. Se llamó al baterista B.J. Wilson para acabar la grabación, aunque después no se usó nada de lo que grabó. Rudd, al final fue sustituido por el que después sería baterista de Dio, Simon Wright. 
Wright, además apareció en los videoclips "Flick of the switch" y "Nervous Shakedown".
El álbum fue publicado originalmente en Estados Unidos el 15 de agosto de 1983. Fue relanzado en 2003 como parte de la serie de remasterizaciones de sus álbumes. Este álbum de estudio se iba a llamar I Like To Rock volviendo al sonido primigenio y al rock and roll clásico. Pero al final, decidieron tocar riffs duros y reacios, con un álbum llamado Flick Of The Switch. 

## Lista de canciones
| N.º | Título                  | Escritor(es)        | Duración |  |
| 1.  | «Rising Power»          | Johnson/Young/Young | 3:46     |  |
| 2.  | «This House Is on Fire» | Johnson/Young/Young | 3:26     |  |
| 3.  | «Flick of the Switch»   | Johnson/Young/Young | 3:16     |  |
| 4.  | «Nervous Shakedown»     | Johnson/Young/Young | 4:30     |  |
| 5.  | «Landslide»             | Johnson/Young/Young | 4:01     |  |
| 6.  | «Guns For Hire»         | Johnson/Young/Young | 3:27     |  |
| 7.  | «Deep in the Hole»      | Johnson/Young/Young | 3:22     |  |
| 8.  | «Bedlam in Belgium»     | Johnson/Young/Young | 3:55     |  |
| 9.  | «Badlands»              | Johnson/Young/Young | 3:41     |  |
| 10. | «Brain Shake»           | Johnson/Young/Young | 4:01     |  |

## Miembros
- Brian Johnson - cantante
- Angus Young - guitarra líder
- Malcolm Young - guitarra rítmica
- Cliff Williams - bajo
- Phil Rudd - batería